# 富尔诺 (萨瓦省)
富尔诺（法語：Fourneaux，法語發音：[fuʁno]）是法国萨瓦省的一个市镇，属于圣让德莫里耶讷区。

## 地理
富尔诺（45°11'29"N, 6°39'6"E）面积5.04 平方千米，位于法国奥弗涅-罗讷-阿尔卑斯大区萨瓦省，该省份为法国东部省份，历史上为薩伏依的一部分，北起上萨瓦省，西接伊泽尔省和安省，南部和东部与上阿尔卑斯省和意大利接壤。
与富尔诺接壤的市镇（或旧市镇、城区）包括：莫達訥、圣安德烈。
富尔诺的时区为UTC+01:00、UTC+02:00（夏令时）。

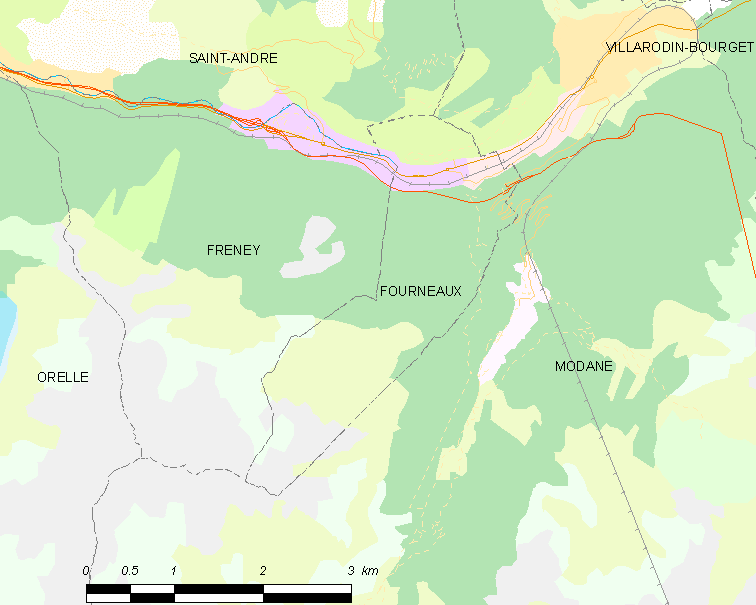
富尔诺的OSM定位图

## 行政
富尔诺的邮政编码为73500，INSEE市镇编码为73117。

## 政治
富尔诺所属的省级选区为莫达讷县。

## 人口

1962-2008年间富尔诺人口变化图示

富尔诺于2022年1月1日时的人口数量为701人。